# Paseos del Valle (Michoacán)
Paseos del Valle es una localidad del estado mexicano de Michoacán. Es parte del municipio de Tarímbaro.

## Demografía
| Censo | Población |
| ----- | --------- |
| 2010  | 821       |
| 2020  | 1126      |